# Saosnes
Saosnes – miejscowość i gmina we Francji, w regionie Kraj Loary, w departamencie Sarthe.
Według danych na rok 1990 gminę zamieszkiwało 181 osób, a gęstość zaludnienia wynosiła 16 osób/km² (wśród 1504 gmin Kraju Loary Saosnes plasuje się na 1069. miejscu pod względem liczby ludności, natomiast pod względem powierzchni na miejscu 955.).